# Brachychiton acerifolius
Brachychiton acerifolius és una espècie de planta de la família de les Malvàcies que es distribueix per Nova Gal·les del Sud i Queensland. És un arbre caduc que es troba sobre gran varietat de sòls a ambients freds i temperats.
És una espècie que s'usa per a l'ornament de carrers per la florida espectacular que té, amb nombroses flors campanulades d'un vermell llampant que poden cobrir tot l'arbre o una bona part. Al seu territori nadiu floreix al final de la primavera quan es prepara per les pluges d'estiu, però en climes amb hiverns no gaire secs l'època de la florida pot esdevenir erràtica o no cobrir tot l'arbre a la vegada.

## Galeria

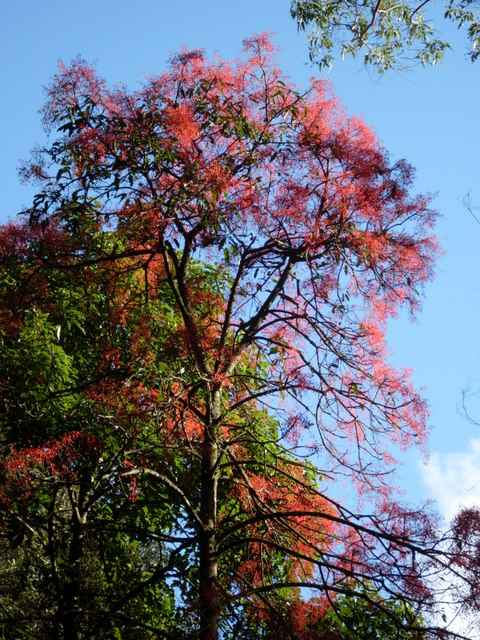
Vista de la planta
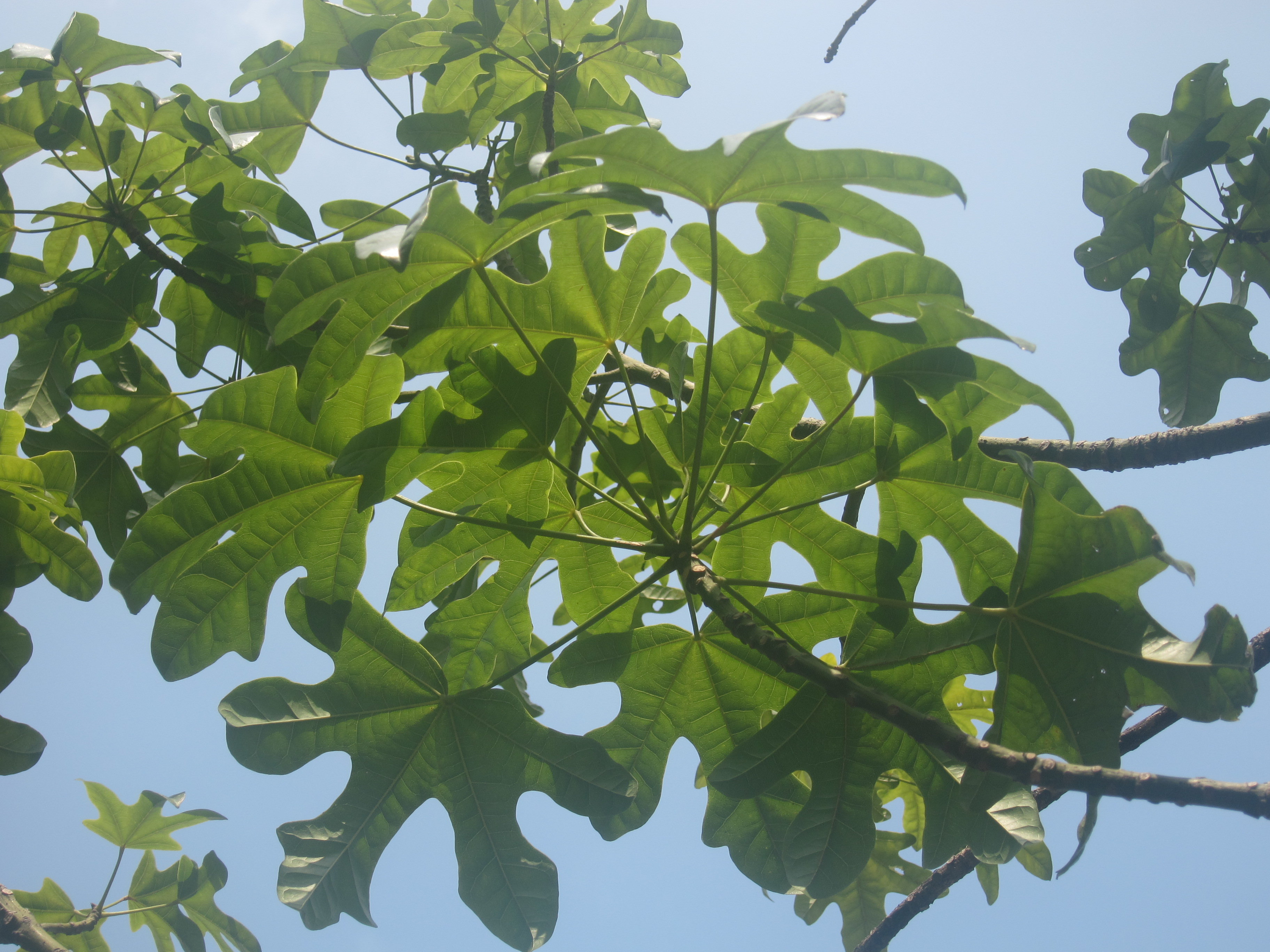
Fulles
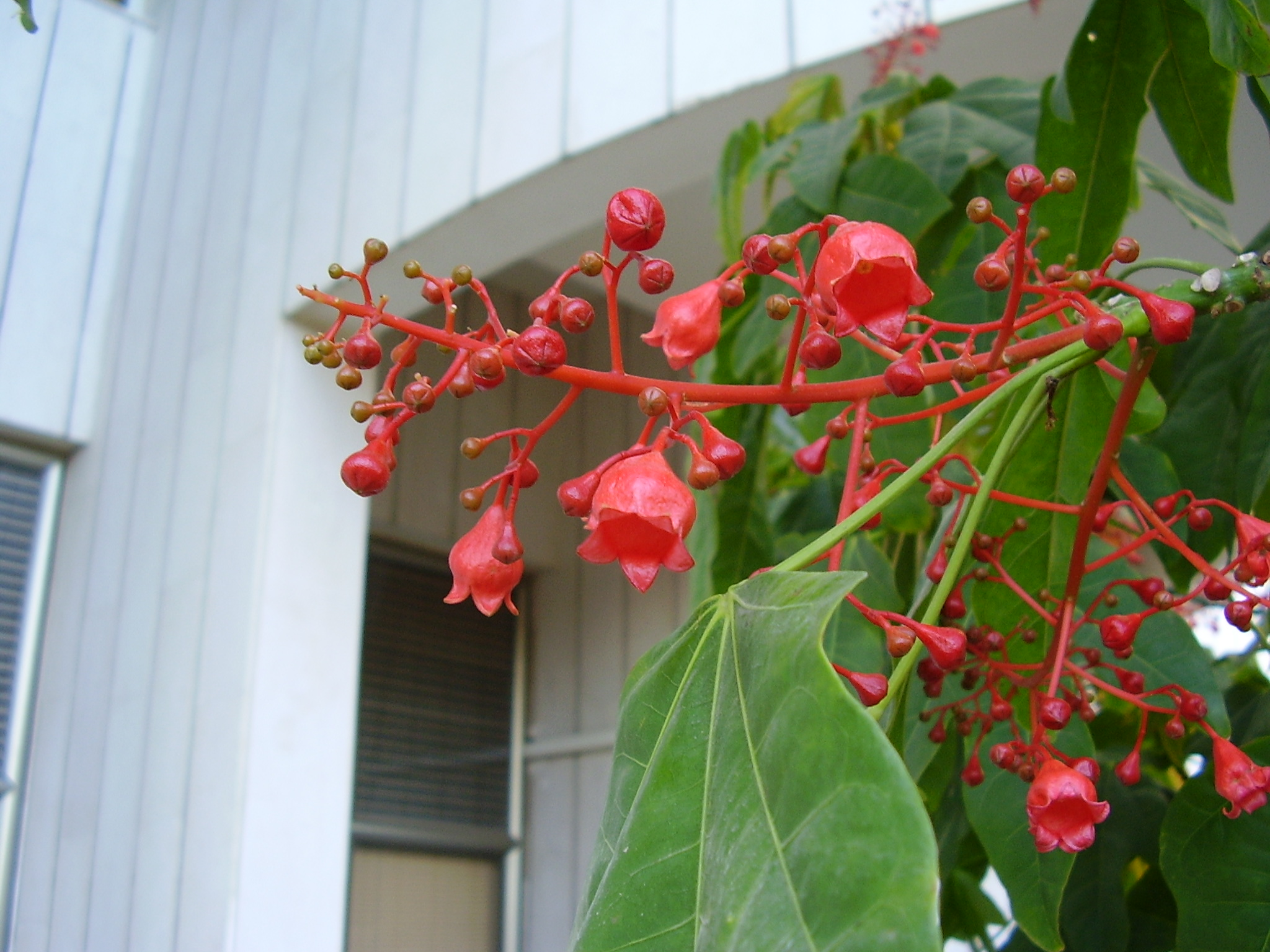
Flors
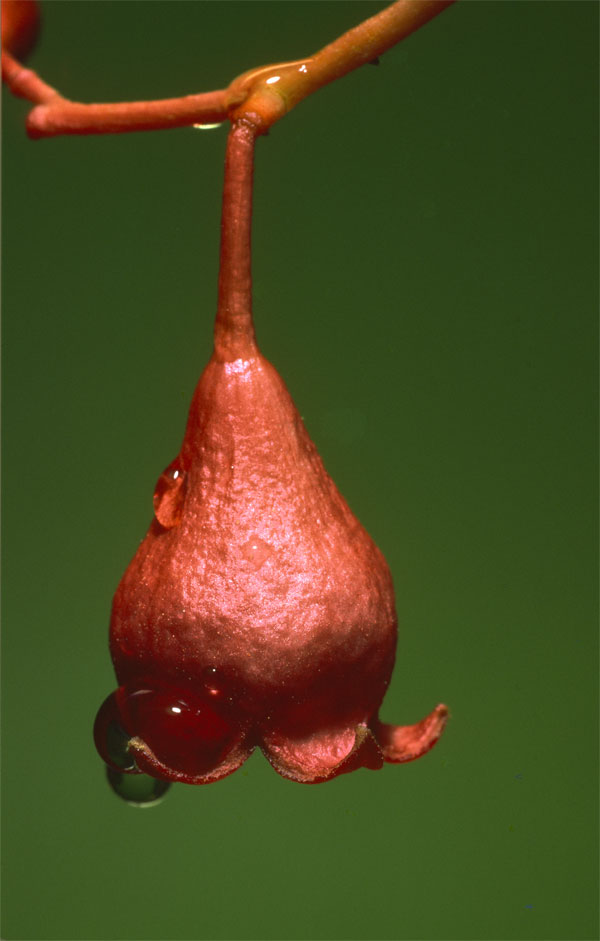
Detall de la flor
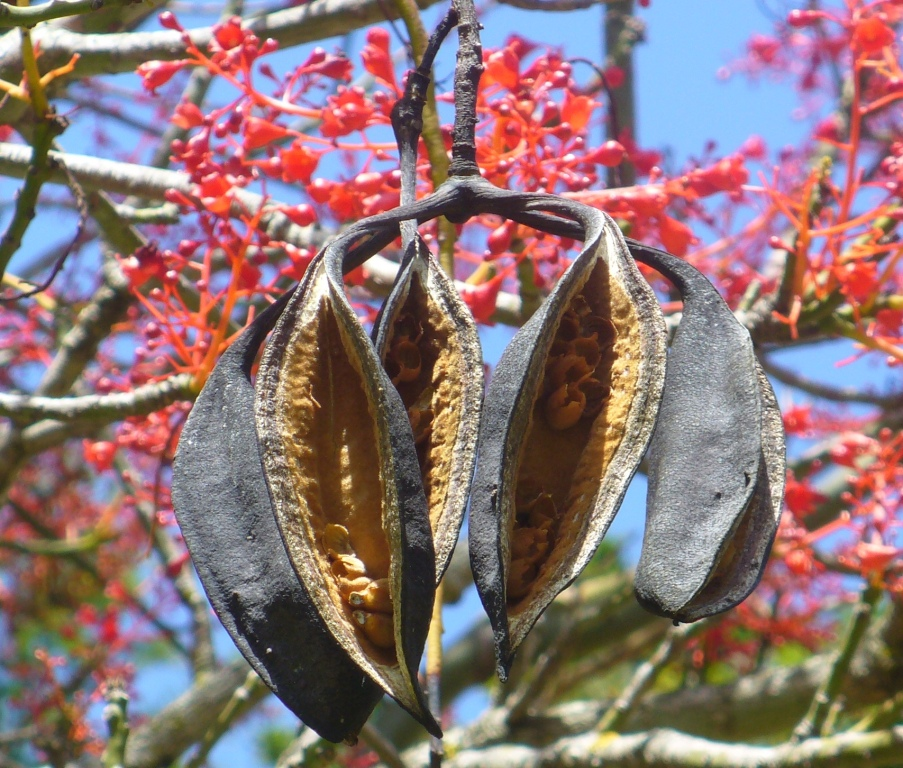
Beines